# Epidemiologia cognitiva
A epidemiologia cognitiva é um campo de pesquisa que examina as associações entre as pontuações nos testes de inteligência (pontuações de QI ou fatores-g) e saúde, mais especificamente morbidade (mental e física) e mortalidade. Normalmente, os resultados dos testes são obtidos em uma idade precoce e comparados com a morbidade e mortalidade posteriores. Além de explorar e estabelecer essas associações, a epidemiologia cognitiva busca compreender as relações causais entre a inteligência e os resultados de saúde. Pesquisadores da área argumentam que a inteligência medida em uma idade precoce é um importante indicador de diferenças posteriores de saúde e mortalidade.

## Mortalidade e morbidade geral
Uma forte correlação inversa entre a inteligência na infância e mortalidade foi demonstrada em diferentes populações, em diferentes países e em diferentes épocas.
Um estudo com um milhão de suecos mostrou "uma forte ligação entre a capacidade cognitiva e o risco de morte".
Um estudo semelhante com 4.289 ex-soldados dos EUA mostrou uma relação semelhante entre o QI e a mortalidade.
A forte correlação entre inteligência e mortalidade levantou questões sobre como uma melhor educação pública poderia atrasar a mortalidade.
Existe uma correlação inversa entre posição socioeconômica e saúde. Um estudo de 2006 descobriu que, ceteris paribus, o QI causou uma redução acentuada nessa associação.
Uma pesquisa na Escócia mostrou que um QI 15 pontos mais baixo significava que as pessoas tinham um quinto a menos de chance de alcançar seu aniversário de 76 anos, enquanto aqueles com uma desvantagem de 30 pontos de QI tinham 37% menos probabilidade do que aqueles com um QI mais alto de viver tanto.
Outro estudo escocês descobriu que uma vez que os indivíduos atingiram idade avançada (79 anos neste estudo), não era mais a inteligência infantil ou os valores de inteligência atuais que melhor previam a mortalidade, mas o declínio relativo nas habilidades cognitivas dos 11 aos 79 anos. Eles também descobriram que habilidades fluidas eram melhores preditores de sobrevivência na velhice do que habilidades cristalizadas.
A relação entre inteligência infantil e mortalidade foi considerada válida até mesmo para crianças superdotadas, aquelas com inteligência acima de 135 pontos. Um aumento de 15 pontos na inteligência foi associado a uma diminuição do risco de mortalidade de 32%. Essa relação esteve presente até uma pontuação de inteligência de 163, ponto em que não havia mais nenhuma vantagem de se ter uma inteligência maior sobre o risco de mortalidade.
Uma meta-análise da relação entre inteligência e mortalidade descobriu que houve um aumento de 24% na mortalidade para uma queda de 1 DP (15 pontos) no escore de QI. Esta meta-análise também concluiu que a associação entre inteligência e mortalidade foi semelhante para homens e mulheres, apesar das diferenças de sexo na prevalência da doença e expectativa de vida.
Um acompanhamento de toda uma população ao longo de 68 anos mostrou que a associação com a mortalidade geral também estava presente para a maioria das principais causas de morte. As exceções foram cânceres não relacionados ao tabagismo e suicídio

## Doença física

### Doença cardíaca
Entre as descobertas da epidemiologia cognitiva está que os homens com um QI mais alto têm menos risco de morrer de doença coronariana. A associação é atenuada, mas não removida, ao controlar as variáveis socioeconômicas, como nível de escolaridade ou renda. Isso sugere que o QI pode ser um fator de risco independente para mortalidade. Um estudo descobriu que baixas pontuações verbais, visuoespaciais e aritméticas eram indicadores particularmente bons de doença coronariana. A aterosclerose ou espessamento das paredes das artérias devido a substâncias gordurosas é um fator importante nas doenças cardíacas e em algumas formas de acidente vascular cerebral. Ele também tem sido associado a um QI mais baixo.

### Obesidade
Menor inteligência na infância e adolescência se correlaciona com um risco aumentado de obesidade. Um estudo descobriu que um aumento de 15 pontos na pontuação de inteligência foi associado a uma redução de 24% no risco de obesidade aos 51 anos de idade. A direção dessa relação tem sido muito debatida com alguns argumentando que a obesidade causa menor inteligência; no entanto, estudos recentes indicaram que uma menor inteligência aumenta as chances de obesidade.

### Pressão sanguínea
Uma inteligência superior na infância e na idade adulta tem sido associada à redução da pressão arterial e a um menor risco de hipertensão.

### AVC
Fortes evidências foram encontradas para apoiar uma ligação entre inteligência e acidente vascular cerebral, com aqueles com inteligência inferior correndo maior risco de acidente vascular cerebral. Um estudo descobriu que o raciocínio visuoespacial foi o melhor preditor de acidente vascular cerebral em comparação com outros testes cognitivos. Além disso, este estudo descobriu que o controle de variáveis socioeconômicas fez pouco para atenuar a relação entre o raciocínio visuoespacial e o AVC.

## Doença psiquiátrica

### Transtorno bipolar e inteligência
O transtorno bipolar é um transtorno do humor caracterizado por períodos de humor elevado, conhecidos como mania ou hipomania, e períodos de depressão. Evidências anedóticas e biográficas popularizaram a ideia de que quem sofre de transtorno bipolar são gênios atormentados, equipados de maneira única com altos níveis de criatividade e inteligência superior. O transtorno bipolar é relativamente raro, afetando apenas 2,5% da população, como também é o caso com inteligência especialmente elevada. A natureza incomum do transtorno e a raridade do QI alto representam desafios únicos na obtenção de amostras grandes o suficiente que são necessárias para conduzir uma análise rigorosa da associação entre inteligência e transtorno bipolar. No entanto, houve muito progresso a partir de meados dos anos 90, com vários estudos começando a lançar uma luz sobre essa relação enigmática.
Um desses estudos examinou as notas escolares individuais de alunos suecos com idades entre 15 e 16 anos para descobrir que os indivíduos com excelente desempenho escolar tiveram uma chance quase quatro vezes maior de desenvolver uma variação de transtorno bipolar mais tarde na vida do que aqueles com notas médias. O mesmo estudo também descobriu que os alunos com notas mais baixas corriam um risco moderadamente aumentado de desenvolver transtorno bipolar, com um aumento quase duas vezes maior quando comparados aos alunos com notas médias.

### Esquizofrenia e cognição
A esquizofrenia é uma doença mental crônica e incapacitante que se caracteriza pelo comportamento anormal, episódios psicóticos e a incapacidade de distinguir entre a realidade e a fantasia. Embora a esquizofrenia possa prejudicar gravemente seus portadores, tem havido um grande interesse na relação desse transtorno com a inteligência. O interesse na associação de inteligência e esquizofrenia tem sido generalizado e em parte decorre da conexão percebida entre esquizofrenia e criatividade e da pesquisa póstuma de intelectuais famosos que foram insinuados como tendo sofrido da doença. Hollywood desempenhou um papel fundamental na popularização do mito do gênio esquizofrênico com o filme A Beautiful Mind, que retratou a história de vida do ganhador do Prêmio Nobel John Nash e sua luta contra a doença.
Embora existam histórias de indivíduos esquizofrênicos extremamente brilhantes, como a de John Nash, eles são discrepantes e não a norma. Estudos que analisam a associação entre esquizofrenia e inteligência sugerem de forma esmagadora que a esquizofrenia está ligada a inteligência inferior e funcionamento cognitivo diminuído. Uma vez que a manifestação da esquizofrenia é parcialmente caracterizada por declínios cognitivos e motores, a pesquisa atual concentra-se na compreensão dos padrões de QI pré-mórbidos de pacientes com esquizofrenia.
Um estudo recente publicado na edição de março de 2015 do American Journal of Psychiatry sugere que não apenas não há correlação entre alto QI e esquizofrenia, mas sim que um alto QI pode ser protetor contra a doença. Pesquisadores da Virginia Commonwealth University analisaram dados de QI de mais de 1,2 milhão de homens suecos nascidos entre 1951 e 1975 com idades entre 18 e 20 anos para investigar o risco futuro de esquizofrenia em função dos escores de QI. Os pesquisadores criaram modelos estratificados usando pares de parentes para ajustar os agrupamentos familiares e, posteriormente, aplicaram modelos de regressão para examinar a interação entre o QI e a predisposição genética para a esquizofrenia. Os resultados do estudo sugerem que os indivíduos com baixo QI eram mais sensíveis ao efeito do risco genético para esquizofrenia do que aqueles com alto QI e que a relação entre QI e esquizofrenia não é uma consequência de fatores de risco genéticos ou familiares e ambientais compartilhados, mas pode em vez disso, seja causal.

### Outros transtornos
O transtorno de estresse pós-traumático, a depressão grave e a esquizofrenia são menos prevalentes nas faixas de QI mais altas. Alguns estudos descobriram que pessoas com QI mais alto mostram uma prevalência mais alta de Transtorno Obsessivo Compulsivo, mas um metaestudo de 2017 descobriu o oposto, que as pessoas que sofriam de TOC tinham QI médio ligeiramente mais baixo.

## Abuso de substâncias
O abuso de substâncias é um uso padronizado de consumo de drogas no qual uma pessoa usa substâncias em quantidades ou com métodos que são prejudiciais a si mesma ou a outras pessoas. O abuso de substâncias é comumente associado a uma série de comportamentos inadequados que são prejudiciais ao indivíduo e à sociedade. Dadas as terríveis consequências que podem advir do abuso de substâncias, a experimentação recreativa e / ou o uso recorrente de drogas são tradicionalmente considerados mais prevalentes entre as camadas marginalizadas da sociedade. No entanto, exatamente o oposto é verdadeiro; pesquisas tanto em nível nacional quanto individual descobriram que a relação entre QI e abuso de substâncias indica correlações positivas entre inteligência superior, maior consumo de álcool e consumo de drogas.

## Comportamentos relacionados à saúde

### Álcool
A relação entre consumo de álcool e inteligência não é direta. Em algumas grupos, maior inteligência foi associada a um risco reduzido de consumo excessivo de álcool. Em um estudo escocês, inteligência superior foi associada a uma chance menor de consumo excessivo de álcool; no entanto, as unidades de álcool consumidas não foram medidas e as ressacas induzidas pelo álcool na meia-idade foram usadas como um substituto para o consumo excessivo de álcool. Vários estudos encontraram o efeito oposto, com indivíduos de maior inteligência sendo mais propensos a beber com mais frequência, consumir mais unidades e ter um risco maior de desenvolver um problema com a bebida, especialmente em mulheres.

### Drogas
Em um estudo americano, a ligação entre a ingestão de drogas e a inteligência sugere que indivíduos com QI mais baixo tomam mais drogas. No entanto, no Reino Unido, a relação oposta foi encontrada, com maior inteligência sendo relacionada ao maior consumo de drogas ilegais.

### Tabagismo
A relação entre inteligência e tabagismo mudou junto com as atitudes do público e do governo em relação ao tabagismo. Para as pessoas nascidas em 1921, não havia correlação entre inteligência e ter fumado ou não fumado; no entanto, houve uma relação entre inteligência superior e parar de fumar na idade adulta. Em outro estudo britânico, o alto QI na infância mostrou uma correlação inversa com as chances de começar a fumar.

## Status socioeconômico
Praticamente todos os indicadores de saúde física e competência mental favorecem as pessoas de nível socioeconômico mais elevado. O alcance da classe social é importante porque pode predizer a saúde ao longo da vida, onde pessoas de classes sociais mais baixas apresentam morbidade e mortalidade mais altas. O SES e os resultados de saúde são gerais ao longo do tempo, lugar, doença e são graduados com precisão no continuum do SES. Gottfredson argumenta que a inteligência geral (g) é a causa fundamental para as desigualdades em saúde. O argumento é que g é a causa fundamental da desigualdade de classe social em saúde, porque atende a seis critérios que todo candidato à causa deve atender: distribuição estável ao longo do tempo, é replicável, é uma forma transportável de influência, tem um efeito geral sobre saúde, é mensurável e falsificável.

## Explicações para a correlação entre inteligência e saúde
Muitas razões foram apresentadas para as ligações entre saúde e inteligência. Embora alguns argumentem que a direção é que a saúde influencia a inteligência, a maioria enfocou a influência da inteligência na saúde. Embora a saúde possa definitivamente afetar a inteligência, a maioria dos estudos epidemiológicos cognitivos tem examinado a inteligência na infância, quando a saúde precária é muito menos frequente e uma causa mais improvável de inteligência insuficiente. Assim, a maioria das explicações enfocou os efeitos que a inteligência tem sobre a saúde por meio de sua influência nas causas mediadoras.